# Canon EOS 7D
Canon EOS 7D — цифровой зеркальный фотоаппарат семейства EOS компании «Кэнон», обладающий рядом характеристик, свойственных профессиональным моделям. Представлен 1 сентября 2009 года, производился с осени 2009 года по 2014 год на предприятии «Оита Кэнон» в городе Кунисаки, префектура Оита, Япония. Модель предназначена как для профессионалов, так и для опытных любителей.
Фотоаппарат имеет матрицу с кроп-фактором 1,6 (формат APS-C) и позволяет использовать предназначенные для матриц такого размера объективы EF-S. EOS 7D стал первым фотоаппаратом семейства EOS, оснащённым встроенным нивелиром, беспроводным передатчиком для управления внешними вспышками и рядом новых возможностей для управления видеосъёмкой. Новая система автофокусировки, учитывающая положение фотокамеры, объявлена компанией-производителем наиболее передовой из всех когда-либо использовавшихся в фотоаппаратах семейства Canon EOS. Новая система экспозамера впервые для фотоаппаратов Canon учитывает информацию о цвете.
Функции видеосъёмки улучшены по сравнению с предыдущими моделями семейства, в частности, появилось полностью ручное управление выдержкой и диафрагмой. EOS 7D использовался в качестве цифровой кинокамеры при съёмке ряда популярных кинофильмов, в том числе «Чёрный лебедь», «127 часов» и «Мстители».
EOS 7D стал одним из самых долгоживущих цифровых фотоаппаратов компании, оставаясь актуальной моделью на протяжении около пяти лет вплоть до появления наследника — EOS 7D Mark II.

## Позиционирование
На момент появления Canon EOS 7D семейство цифровых фотоаппаратов Canon EOS состояло из четырёх линеек:
1. профессиональные фотоаппараты EOS-1D;
2. полнокадровые камеры для фотографов-энтузиастов и подготовленных любителей, актуальной на 2009 год моделью являлась Canon EOS 5D Mark II;
3. фотоаппараты с матрицей формата APS-C (кроп-фактор 1,6) и с двузначным числовым индексом модели, предназначенные для опытных фотолюбителей, последней моделью была Canon EOS 50D;
4. любительские модели с матрицей формата APS-C, обозначаемые трёх- или четырёхзначным индексом[8].

EOS 7D стал наиболее технически оснащённым фотоаппаратом Canon с матрицей формата APS-C, сменив в этом качестве появившуюся годом ранее модель EOS 50D. Однако 7D не стал преемником 50D, а открыл собой новую линейку в семействе EOS. Об этом также говорит и обозначение модели с индексом из одной цифры, и разница в стоимости: рекомендуемая цена 50D на официальном сайте Canon USA в 2008—2009 годах составляла 1199 долларов США за вариант без объектива, а 7D — 1699 долларов.
Компания «Кэнон» определяет 7D как бескомпромиссный фотоаппарат для серьёзных фотографов и как вторую камеру для профессионалов, работающих в нестудийных условиях.

## История создания
На этапе проектирования 7D компания «Кэнон» провела опрос более 5000 фотографов со всего мира с целью выяснить, каким они видят фотоаппарат своей мечты, какие идеи могут быть воплощены в новой модели. Были опрошены фотографы с разными возможностями и разным опытом; по словам одного из руководителей департамента разработки фотоаппаратов компании Кэнъити Синбори, это было важно для того, чтобы понять, что разные люди ищут для себя в фотокамере.
В качестве нововведений, воплощённых в фотоаппарате в результате этого исследования, названы в том числе большой видоискатель, защита корпуса от пыли и влаги, а также кнопки, позволяющие работать с камерой в перчатках.

## Новшества
Canon EOS 7D получил целый ряд функций, новых для всего семейства Canon EOS, включая профессиональные модели. По словам Юити Исидзуки, старшего вице-президента «Кэнон США», новая модель стала наиболее оснащённой и инновационной из всех цифровых зеркальных фотоаппаратов компании.
Автофокусировка.
Одно из главных нововведений — принципиально новая для фотоаппаратов марки 19-точечная система автофокусировки. Все 19 точек являются крестообразными, то есть дают возможность наводиться на объекты, контрастные в любой из двух плоскостей, горизонтальной или вертикальной. При этом центральная точка обладает повышенной точностью при использовании объективов со светосилой f/2,8 и больше благодаря дополнительным диагональным датчикам. В режиме Spot AF уменьшается используемый размер фокусировочного датчика, что позволяет точно наводиться на особо малые объекты и успешно функционировать в сложных условиях, например, при съёмке животных, находящихся в клетке. Возможен «захват» движущегося объекта любой из точек и слежение за ним с автоматическим переключением точек (предыдущие модули могли «захватить» объект только центральной точкой). Функция AF Point Switching позволяет настроить две разные точки для горизонтального и для вертикального положений фотоаппарата с автоматическим переключением между ними при изменении положения.
Фотоаппарат автоматически распознаёт установленный макрообъектив и меняет алгоритм фокусировки в режиме AI Servo, подстраиваясь под колебания объекта и непроизвольные движения фотографа.
Экспозамер.
Новая 63-зонная система экспозамера iFCL впервые для фотоаппаратов EOS учитывает не только яркость света, но и его цвет, позволяя добиваться стабильных результатов при различных источниках освещения.
Беспроводное управление внешними вспышками.
Впервые для фотоаппаратов Canon реализована возможность беспроводного управления внешними вспышками Speedlite. Вспышка фотоаппарата имеет встроенный передатчик, что позволяет отказаться от использования отдельного внешнего передатчика. Возможно управление тремя группами вспышек, каждая из групп может состоять из четырёх вспышек.
Кнопки.

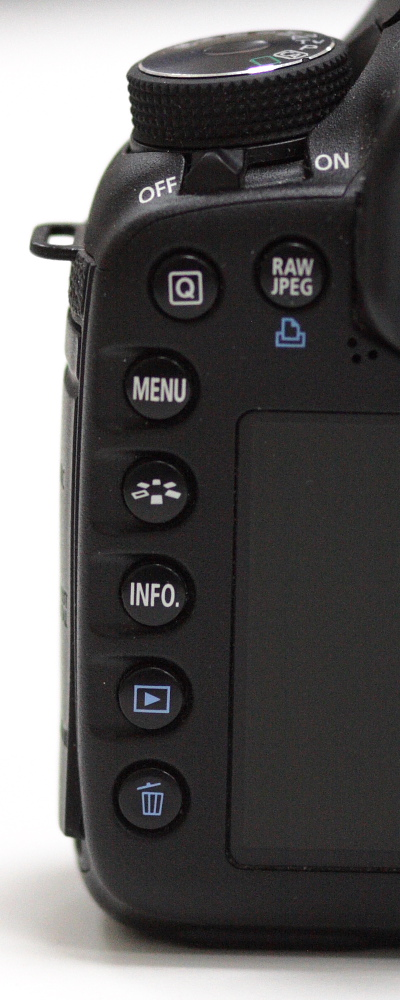
Блок кнопок

Кнопки управления Canon EOS 7D спроектированы для удобной работы с фотоаппаратом в перчатках. Добавлены новые кнопки: Quick Control открывает доступ к меню быстрой настройки с помощью расположенного на задней панели ЖК-дисплея, RAW/JPEG позволяет оперативно включить запись снимка в максимальном качестве, отдельная кнопка управления видеосъёмкой. Возможности по переназначению функций кнопок у 7D шире, чем у предыдущих моделей.
Видоискатель.
Впервые в непрофессиональной модели семейства Canon EOS применён видоискатель со стопроцентным охватом кадра. Встроенный в видоискатель жидкокристаллический дисплей отображает фокусировочные точки и зоны, линии сетки и круг зоны точечного экспозамера. Дисплей может подсвечиваться в условиях низкой освещённости. Отображение дополнительной информации может быть отключено.
Электронный нивелир.
Canon EOS 7D стал первым фотоаппаратом марки, в котором применён электронный нивелир. Двухосный нивелир фиксирует отклонения от горизонтали (поворот оптической оси по часовой и против часовой стрелки) и от вертикали (наклон вперёд и назад). Отклонение отображается на ЖК-дисплее в режиме предпросмотра в реальном времени или с помощью подсветки точек фокусировки в видоискателе.
Видеосъёмка.

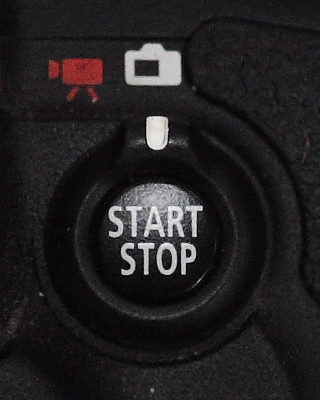
Кнопка управления видеосъёмкой

Возможность видеосъёмки — и сразу в формате Full HD — впервые для моделей EOS появилась у 5D Mark II, а затем была предложена в любительской модели 500D. Однако 7D, будучи третьей моделью с этой функцией в семействе, обладает рядом принципиально новых для Canon EOS возможностей видеосъёмки.
Для более удобного и оперативного управления съёмкой добавлена отдельная кнопка перехода в режим предпросмотра в реальном времени и начала/прекращения видеозаписи. Впервые появилось полностью ручное управление выдержкой и диафрагмой в процессе съёмки видео. В отличие от предыдущих моделей, стало возможным выбрать частоту кадров, совместимую как с системой НТСЦ, так и с системой ПАЛ:
- 1920 × 1080 — 29,97; 25 или 23,976 кадров в секунду,
- 1280 × 720 — 59,94 или 50 кадров/с,
- 640 × 480 — 59,94 или 50 кадров/с.

Тем не менее, возможность установки уровня записи звука появилась только с выходом в 2012 году микропрограммы версии 2 — и то лишь до начала съёмки, но не в процессе. Также у фотоаппарата отсутствует разъём для наушников (впервые для EOS появился в модели 5D Mark III), что не даёт возможности контролировать качество записи звука.

## Особенности модели

### Корпус и механика

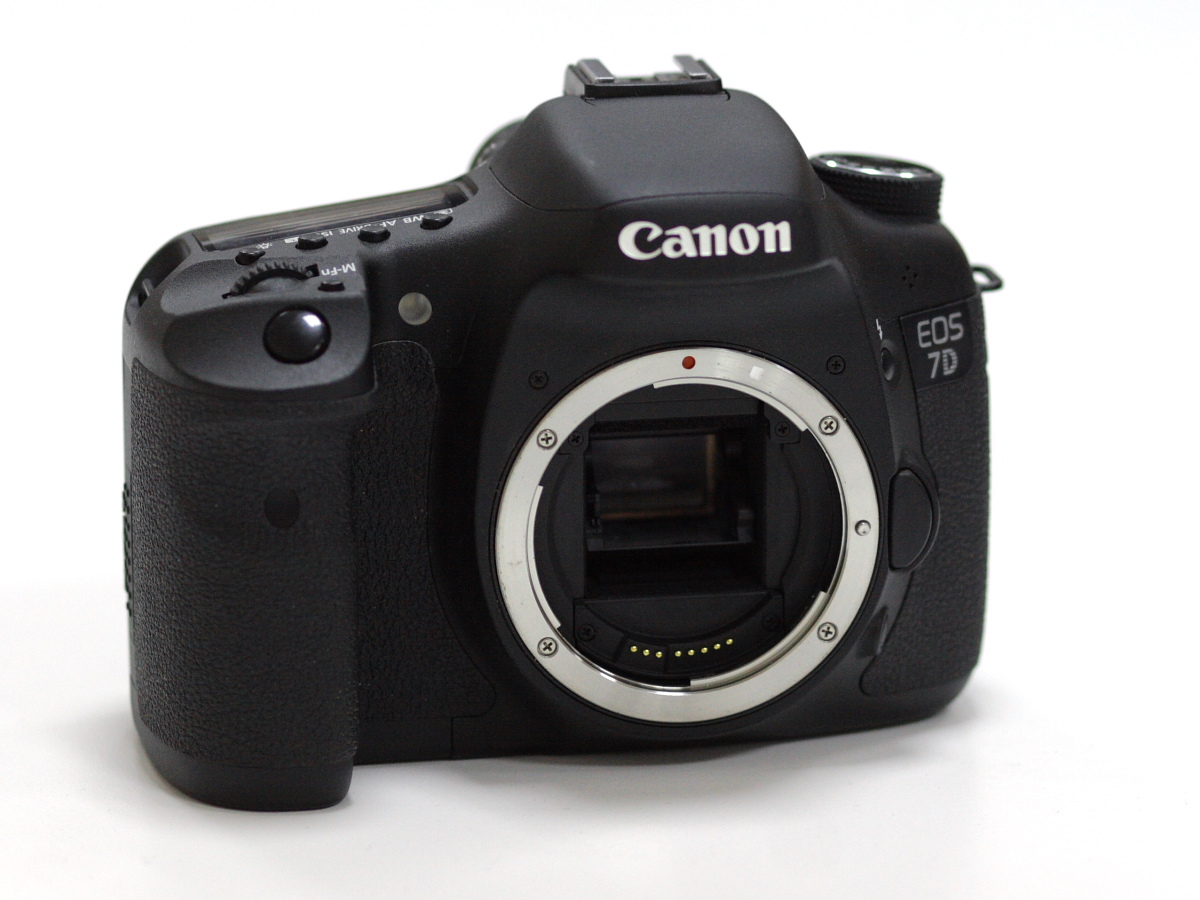
Canon EOS 7D без объектива

Фотоаппарат имеет корпус с защитой от влаги и пыли, что отличает его от младших моделей. Как заявляет производитель, уровень защиты соответствует таковому у профессиональной плёночной модели Canon EOS-1N, выпускавшейся в 1990-х годах. Canon 5D Mark II тоже имеет защиту корпуса, но её уровень не уточняется.
Расположение кнопок слева от дисплея под большим пальцем левой руки аналогично 5D Mark II и отличает 7D от 50D, у которой кнопки расположены под дисплеем.
Встроенная вспышка охватывает угол, эквивалентный углу обзора объективов с фокусным расстоянием 15 мм, не ограничивая использование нового объектива Canon EF-S 15-85mm. Предыдущие модели с матрицами формата APS-C имеют угол охвата, соответствующий фокусному расстоянию 17 мм, а у 5D Mark II встроенная вспышка отсутствует.

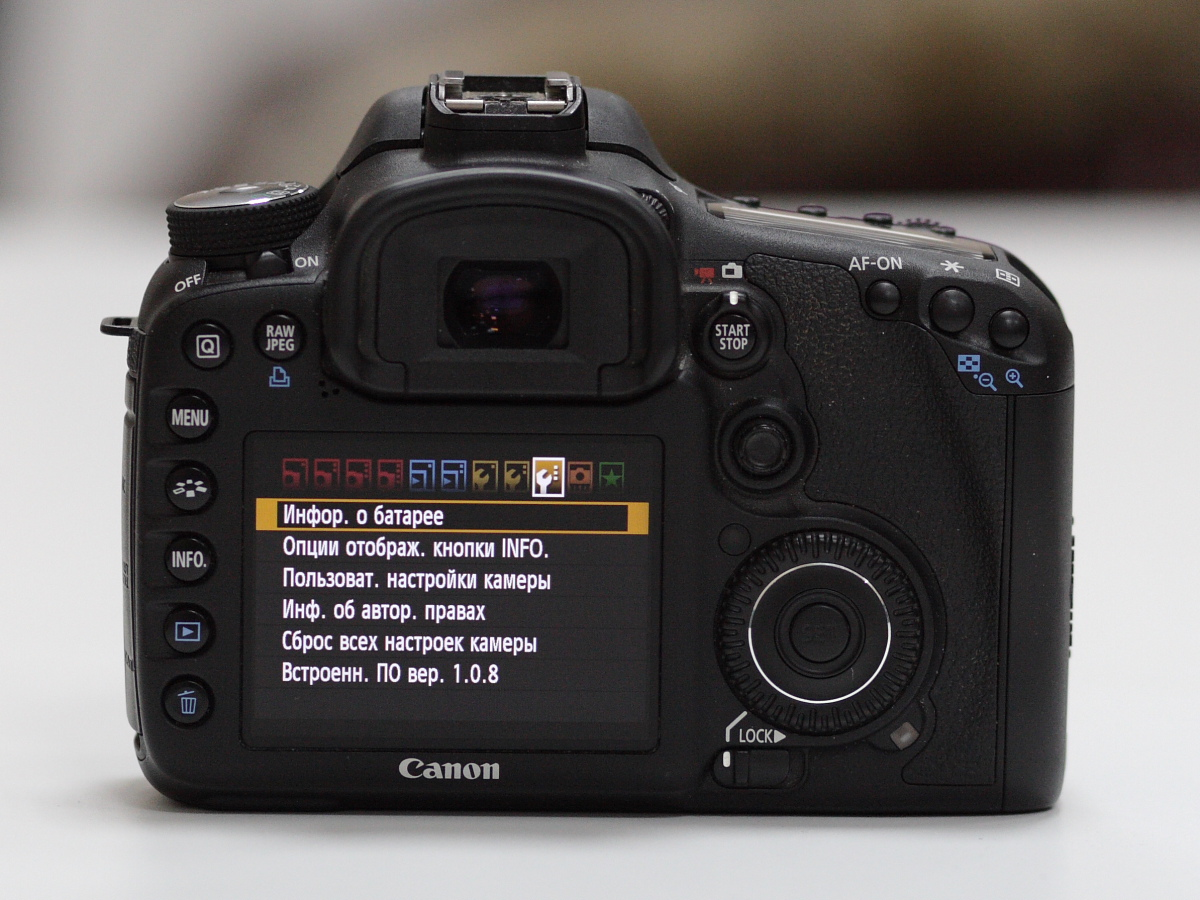
Меню фотоаппарата. Выделен раздел с информацией об аккумуляторе

Как и в 5D Mark II, в новом фотоаппарате используется аккумулятор LP-E6, передающий дополнительную информацию в фотоаппарат. Фотоаппарат запоминает несколько последних использовавшихся аккумуляторных батарей и хранит информацию об остатке заряда каждой из них.

### Электроника
В Canon EOS 7D установлена КМОП-матрица формата APS-C, разработанная для этого фотоаппарата и позднее использовавшаяся в целом ряде моделей: 550D, 60D, 600D и, в доработанном виде, в 650D и EOS M. Разрешение 17,9 млн пикселей стало рекордным для матриц этого формата на момент появления модели, и в течение двух лет столь же большим разрешением обладали  только другие модели семейства EOS. Лишь в августе 2011 года были представлены фотоаппараты Sony NEX-7 и Sony SLT-A77, которые получили матрицу формата APS-C с разрешением 24 млн пикселей, а в сентябре был представлен беззеркальный фотоаппарат Samsung NX200 с матрицей в 20 мегапикселей.
EOS 7D установил рекорд не только по разрешению, но и по количеству светочувствительных элементов для матриц формата APS-C. Этот рекорд был превзойдён фотоаппаратом Sigma SD1 (представлен в 2010, в продаже с июня 2011), матрица которого имеет размер 24 × 16 мм и содержит три слоя светочувствительных элементов по 14,8 млн пикселей в каждом, то есть их общее число составляет примерно 44 млн.
В фотоаппарате впервые для непрофессиональных моделей «Кэнон» применены сразу два процессора. Максимальная скорость съёмки 8 кадров/с являлась рекордной для непрофессиональных зеркальных фотоаппаратов фирмы до появления 7D Mark II.
Благодаря использованию двух процессоров DIGIC 4 условная скорость обработки информации достигла рекордного для серии EOS значения 239 условных мегабит в секунду (5184 × 3456 пикселей × 14 бит/пиксель × 8 кадров/c). Для сравнения, выпускавшаяся в момент появления 7D профессиональная модель 1Ds Mark III обрабатывает данные со скоростью 175 Мбит/с, 1D Mark III — 168 Мбит/с. Более высокую скорость обработки информации обеспечила лишь следующая профессиональная модель, Canon EOS-1D Mark IV, тоже оснащённая двумя процессорами DIGIC 4.

### Интерфейс и настройки

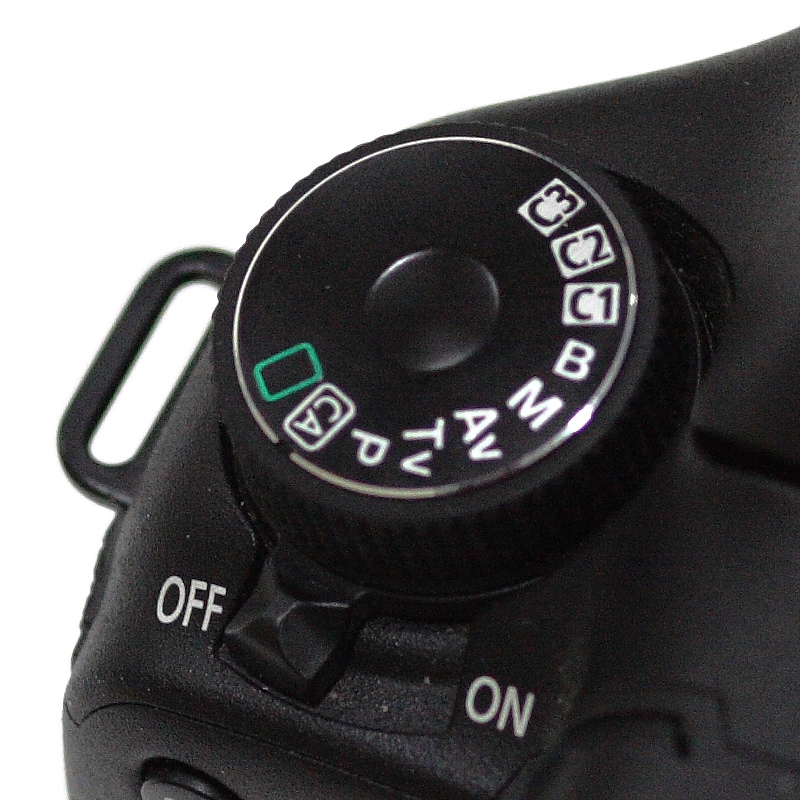
B — режим для съёмки с длительной выдержкой

Фотоаппарат позволяет редактировать информацию об авторе непосредственно в интерфейсе фотоаппарата. У более ранних моделей это возможно только при подключении к компьютеру. Впервые для Canon EOS экспозиция может быть скорректирована в диапазоне ±5 ступеней.
Как и у 5D Mark II, у новой модели имеется отдельный режим B (bulb, «балб») для съёмки с длинной выдержкой.

## Конкуренты

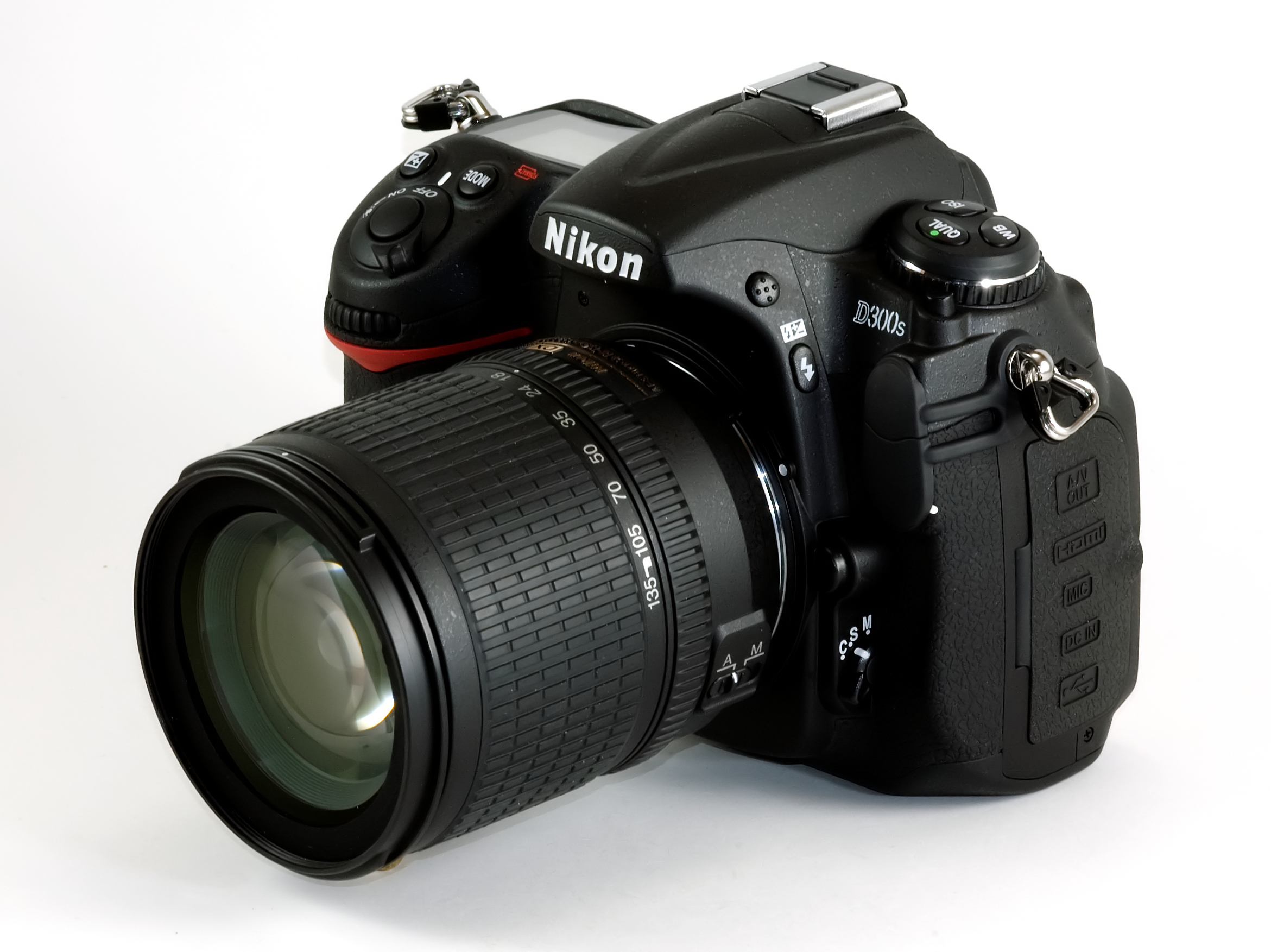
Nikon D300s — основной конкурент Canon EOS 7D

Единственным прямым конкурентом Canon EOS 7D с его рекомендуемой розничной стоимостью в США 1700 долларов являлся представленный месяцем ранее Nikon D300s (рекомендуемая стоимость в США в начале сентября 2009 года — 1800 долларов).
Наиболее близкие по функциональности модели конкурентов 2009 года уступали в оснащённости и скорости съёмки, обладали матрицами с меньшим разрешением и были заметно дешевле: это Olympus E-3 (1300 долл.) и впоследствии пришедший ему на смену Olympus E-5, а также Pentax K-7 (1300 долл.) и его преемники: Pentax K-5 и Pentax K-5 II.
Спустя почти два года после анонса 7D, в августе 2011 года, был представлен, а в октябре поступил в продажу Sony SLT-A77 — фотоаппарат с разрешением 24 млн пикселей и скоростью съёмки до 12 кадров в секунду. По этим своим характеристикам он выделялся в то время на фоне всех прочих непрофессиональных фотоаппаратов, в том числе и EOS 7D. Позднее эта модель была заменена на ещё более оснащённый Sony SLT-A77 II.

## Критика
По сравнению с наиболее оснащёнными фотоаппаратами других марок, имеющими матрицы формата APS-C и выпущенными до октября 2011, Canon EOS 7D обладает следующими достоинствами:
- 18 млн пикселей против максимум 16 у других моделей.
- Наилучшая детализация и разрешение при низких значениях ISO.
- Скорость съёмки составляет 8 кадров/c против 7 кадров/c у Nikon D300s в стандартной комплектации (D300s обеспечивает скорость 8 кадров/c при использовании батарейной ручки MB-D10).
- Гибкая система автофокусировки.
- Беспроводное управление внешними вспышками.

В то же время по ряду характеристик 7D проигрывает наиболее технически оснащённым непрофессиональным моделям других марок:
- Отсутствие системы стабилизации матрицы, в отличие от моделей Pentax, Olympus, Sony.
- Наличие только одного разъёма для карт памяти, в отличие от моделей Nikon, Olympus.
- Не предусмотренная производителем возможность смены фокусировочного экрана, в отличие от моделей Pentax и Olympus, а также Canon EOS 50D и 60D.
- Отсутствие лампы подсветки автофокуса.

Также отмечается, что фотоаппарат имеет недостоверный автоматический баланс белого при искусственном освещении и обладает тенденцией к переэкспонированию в контрастных сюжетах.
Кэноновская матрица с кроп-фактором 1,6 обеспечивает меньший угол охвата при использовании одних и тех же объективов по сравнению с матрицами с кроп-фактором 1,5, которыми обладают конкурирующие модели производства Nikon, Pentax и Sony. Это обстоятельство не позволяет в полной мере использовать возможности широкоугольных объективов сторонних производителей. Например, при использовании объектива Sigma 10mm F2.8 EX DC HSM Fisheye угол зрения по диагонали кадра на фотоаппаратах Nikon составляет 180°, а на фотоаппаратах Canon он равен 167°.

### Известные проблемы с фотоаппаратом
За время производства и продажи Canon EOS 7D у этой модели были обнаружены различные недостатки, причиной которых, как правило, являлась некорректная работа микропрограммы. Большинство из них было устранено в новых версиях прошивки.
Отказы электроники и механики:
Error 40 (вызывается либо накоплением конденсата на нижней плате DC-DC преобразователя и схемы зарядки конденсатора встроенной вспышки при резком перепаде температур или при закорачивании дорожек выкручивающимися от вибрации винтами крепления этой же платы, проблема не имеет системного характера, поскольку в сравнении с объемом выпуска камеры известные случаи относительно редки), перегрев матрицы при длительной работе LiveView или видеосъемке (впрочем, эта проблема типична для цифровых зеркальных фотокамер, матрицы которых не рассчитаны на длительную непрерывную работу для принудительного дистанцирования их от видеокамер)..
C 2010г. производство камеры решили удешевить, и вместо металлического стержня колеса режимов начали ставить пластмассовый. Это приводило к эпизодическим поломкам при попытке переключения режимов съемки на холоде.
Неестественные цвета видеороликов:
В ранних версиях микропрограммы имелся дефект, при некоторых условиях приводящий к неестественному цвету сделанных камерой видеороликов. Проблема была исправлена в версии 1.0.9.
Следы предыдущего изображения на кадре:
Вскоре после начала продаж 7D был обнаружен эффект проявления следов предыдущего изображения, возникающий в режиме непрерывной съёмки. Эффект не был заметен при нормальных экспозициях и проявлялся, например, в случае коррекции экспозиции при постобработке.
Дефект был признан производителем и устранён в микропрограмме начиная с версии 1.1.0.
Неполноценная работа датчиков фокусировки:
В феврале 2011 года компания сообщила о том, что с некоторыми старыми объективами не работают в полной мере периферийные датчики фокусировки: вместо того, чтобы работать как крестообразные — реагировать на контрастные объекты как в вертикальном, так и в горизонтальном направлении, — они работают как линейные.
Проблема затронула также некоторые современные объективы Tamron. Этот недостаток присущ не только 7D, но и моделям 40D, 50D и 60D.
| Объективы, которых коснулась проблема                         | Объективы, которых коснулась проблема |
| ------------------------------------------------------------- | ------------------------------------- |
| Canon EF 35-80mm f/4-5.6 всех версий, включая версию с USM    | Tamron 17-50mm f/2.8 VC               |
| Canon EF 35-105mm f/4.5-5.6 всех версий, включая версию с USM | Tamron 60mm f/2 Macro                 |
| Canon EF 80-200mm f/4.5-5.6 II                                | Tamron 70-200mm f/2.8                 |
| Canon EF 80-200mm f/4.5-5.6 USM                               | Tamron 10-24mm f/3.5-4.5              |

### Награды
Canon EOS 7D стал лауреатом премий TIPA (Technical Image Press Association) и EISA (European Imaging and Sound Association):
- «лучший цифровой зеркальный фотоаппарат для специалистов» (TIPA Best DSLR Expert, 2010)[31],
- «европейский передовой зеркальный фотоаппарат» (EISA European Advanced SLR, 2010—2011)[32].

Фотоаппарат также отмечен наградами ряда авторитетных изданий:
- PC Magazine Readers' Choice Award (2010),
- Professional Photographer Magazine Hot One Award в категории цифровых зеркальных фотоаппаратов стоимостью от 1000 до 3000 долларов (2010).

## Комплект поставки
Canon EOS 7D предлагался в трёх основных вариантах комплектации:
- без объектива,
- с объективом EF-S 15-85mm f/3.5-5.6 IS USM,
- с объективом EF-S 18-135mm f/3.5-5.6 IS[11][34].

В зависимости от страны были возможны иные варианты комплектации. Так, в США был предложен вариант с объективом EF 28-135mm f/3.5-5.6 IS USM, а в Японии — с объективом EF-S 18-200mm f/3.5-5.6 IS.
Также в комплект поставки входили: литий-ионная аккумуляторная батарея LP-E6 и зарядное устройство для неё (LC-E6 со встроенной вилкой или LC-E6E с кабелем питания), шейный ремень EW-EOS7D, наглазник Eg, USB-кабель IFC-200U и стерео-видеокабель AVC-DC400ST, а также документация и программное обеспечение на компакт-дисках.

## Аксессуары

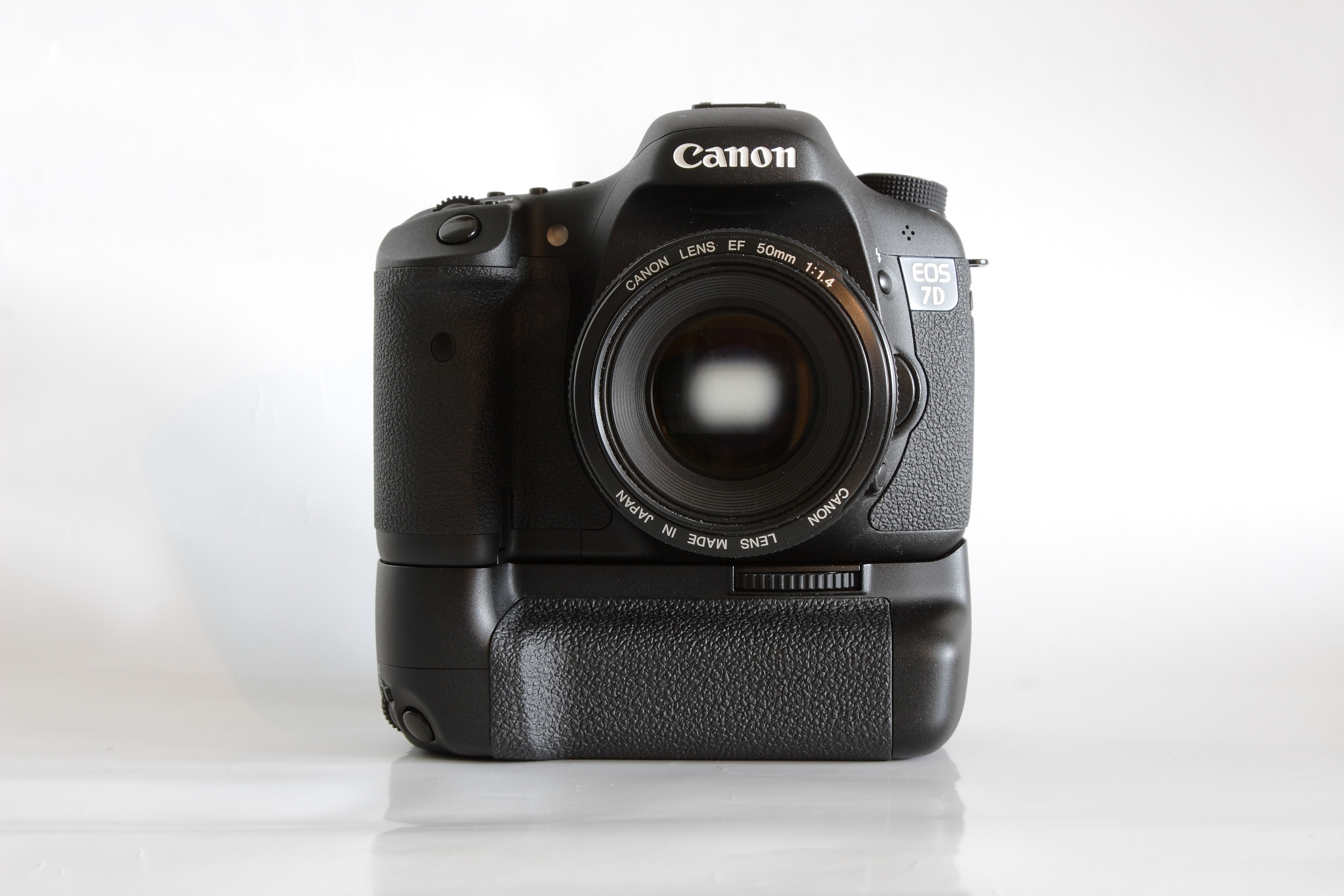
Canon EOS 7D с объективом Canon EF 50mm f/1.4 USM и батарейной ручкой Canon BG-E7

### Универсальные
Все фотоаппараты Canon EOS совместимы с широким набором аксессуаров, который включает:
- Объективы, телеконвертеры и макрокольца с байонетом Canon EF.
- Вспышки Canon Speedlite и вспышки других производителей для Canon EOS.
- Штативы, крепления для вспышек и другие универсальные устройства с резьбой 1/4".
- Принтеры с поддержкой стандарта Direct Print.
- Шейные ремни для Canon EOS и ремень на запястье Canon E-1 (может использоваться только вместе с батарейной ручкой или беспроводным передатчиком).

### Совместимые с EOS 7D
Аксессуары, совместимые лишь с некоторыми фотоаппаратами Canon EOS, включая EOS 7D:
- Объективы с байонетом EF-S.
- Аккумуляторная батарея LP-E6.
- Проводные пульты дистанционного управления с разъёмом N3.
- Беспроводные пульты дистанционного управления RC-1 и RC-5.

Фотоаппарат ограниченно совместим с GPS-модулем GP-E2. Несмотря на то, что приёмник сигнала GPS устанавливается на башмак, информация из него может передаваться в камеру только по USB-кабелю. Кроме того, для поддержки GP-E2 требуется обновление микропрограммы 7D до версии 2.

### Совместимые только с EOS 7D
- Батарейная ручка BG-E7, позволяющая использовать два аккумулятора LP-E6 или шесть элементов питания AA.
- Беспроводной передатчик WFT-E5.

### Несовместимые с EOS 7D
EOS 7D не совместим со следующими аксессуарами для фотоаппаратов Canon EOS:
- Проводные пульты дистанционного управления отличного от N3 типа.
- Аксессуары, предназначенные для других конкретных моделей (аккумуляторы и зарядные устройства, батарейные ручки, беспроводные передатчики и т. п.).

## Специальные версии и модернизация

### Canon EOS 7DSV
17 августа 2010 года компания «Кэнон» представила Canon EOS 7DSV — студийную версию (англ. Studio Version) фотоаппарата. Отличий от стандартной версии две: возможность блокировки различных функций в меню фотоаппарата и возможность работы со сканером штрихкодов с помощью решения Canon Barcode Solution.
Функция блокировки позволяет администратору фотоаппарата отключать некоторые возможности и настройки в меню для «обеспечения профессиональным студийным фотографам комфортной работы с надёжными и воспроизводимыми результатами».
Решение Canon Barcode Solution предназначено для организации данных в процессе съёмки и обработки. При съёмке считывается штрихкод, соответствующий конкретному клиенту, и соответствующая информация записывается в EXIF. Для использования Barcode Solution требуется беспроводной передатчик WFT-E5, к которому подключается приобретаемое отдельно устройство для чтения штрихкодов. Для работы модуля WFT-E5 со штрихкодами требуется обновление его микропрограммы в сервис-центре, при этом теряется возможность записи данных GPS.
Официальная цена Canon EOS 7D Studio Version составляет 1829 долларов США, что на 130 долларов больше стоимости обычного EOS 7D. Комплект с модулем WFT-E5, готовым к работе со сканером штрихкодов, предлагается за 2599 долларов.

### Замена колеса выбора режима
В декабре 2010 «Кэнон» предложила пользователям Canon EOS 7D и Canon EOS 5D Mark II платную услугу по замене колеса выбора режима съёмки. Новое колесо отличается расположенной в центре кнопкой, которую необходимо нажать и удерживать для смены режима, как это реализовано в представленной в августе 2010 года модели Canon EOS 60D и позднее в модели Canon EOS 5D Mark III.

## Микропрограмма
Микропрограмма может быть обновлена пользователем самостоятельно с использованием персональных компьютеров под управлением Mac OS X и Microsoft Windows (версии XP и выше). Первые Canon EOS 7D поставлялись с микропрограммой версии 1.0.7. Впоследствии компания выпускала обновления, в апреле 2011 года вышла версия 1.2.5, которая оставалась актуальной более года.

### Версия 2.0
28 июня 2012 года была анонсирована, а 7 августа опубликована микропрограмма версии 2.0.0, включающая в себя существенные изменения по сравнению с более ранними версиями.
Удалось заметно увеличить количество снимков в серии при скоростной съёмке в формате RAW: с 15 до 25. Добавлена поддержка GPS-приёмника GP-E2, который подключается к фотоаппарату через USB-разъём, в меню появилась поддержка часовых зон. Появилась возможность ручной настройки уровня звука при съёмке видео и выбора максимального значения ISO (в диапазоне от 400 до 6400 вместо единственного значения 3200 ранее) при съёмке с автоматической установкой чувствительности.
Также обновление добавило в меню возможности, впервые появившиеся у Canon EOS 60D: преобразование RAW-файлов в JPEG (только для файлов, снятых в максимальном разрешении), уменьшение разрешения JPEG-файлов. Стало возможным назначать каждой фотографии рейтинг от нуля до пяти, а затем использовать его для просмотра снимков в фотоаппарате и для функции слайд-шоу. При просмотре сделанных снимков появился быстрый доступ к многочисленным функциям с помощью кнопки Q (Quick Control — быстрое управление).
В новой версии пользователь может управлять именами создаваемых файлов: если ранее все названия начинались с префикса IMG_, за которыми следовал порядковый номер от 0000 до 9999, то теперь можно задать четыре других символа (цифры, латинские буквы, знак подчёркивания) либо задать первые три символа, а в качестве четвёртого будет добавляться буква, соответствующая разрешению фотоснимка: S, M или L.
Ещё одним улучшением стала выросшая скорость прокрутки увеличенной части изображения.
При обновлении до версии 2.0.0 или выше восстановление прежней версии (1.2.5 или ниже) невозможно.
С ноября 2016 года актуальной является версия 2.0.6  Архивная копия от 24 января 2021 на Wayback Machine.

### Список версий
Список версий микропрограммы, предлагавшихся для самостоятельного обновления:
| Версии микропрограммы Canon EOS 7D | Версии микропрограммы Canon EOS 7D | Версии микропрограммы Canon EOS 7D |
| Версия                             | Дата                               | Улучшения и исправления |
| ---------------------------------- | ---------------------------------- | --- |
| 1.0.9                              | 19.10.2009                         | Улучшено: точность автофокусировки при съёмке в режиме Live View. Исправлено: возникающий при редком стечении обстоятельств неестественный цвет сделанных камерой видеоизображений. Исправлено: блокировка кнопки спуска при использовании встроенной или внешней вспышки, случающаяся при определённых выдержках после срабатывания лампы подсветки автофокуса. |
| 1.1.0                              | 05.11.2009                         | Исправлено: следы предыдущего кадра могли быть заметны на снимках, сделанных в режиме непрерывной съёмки. |
| 1.2.1                              | 04.05.2010                         | Улучшено: более длительная работа в режиме Live View или видеосъёмки перед тем, как появится предупреждение о перегреве матрицы и произойдёт автоматическое отключение фотоаппарата. Улучшено: алгоритм работы автоматической установки светочувствительности в программном режиме. Исправлено: опечатки в меню на французском языке. Исправлено: появление вертикальных пурпурных полос при съёмке статических изображений в режиме видео (проявлялся только в ручном экспорежиме при расширении ISO до 12800 и только в прошивке версии 1.2.0). |
| 1.2.2                              | 22.07.2010                         | Исправлено: непроизвольное изменение диафрагмы при съёмке видео в ручном экспорежиме при использовании некоторых объективов Canon (например, макрообъективов). Исправлено: поведение при выборе точки фокусировки, при котором некоторые точки пропускались. Исправлено: некорректное отображение электронного уровня при вертикальном расположении кадра. Исправлено: опечатки в меню на испанском и тайском языках. |
| 1.2.3                              | 25.10.2010                         | Исправлено: сброс настроек передатчика ST-E2 к значениям по умолчанию в том случае, если и у передатчика, и у фотоаппарата установлен режим автоматического выключения. Исправлено: отсутствие синхронизации вспышек MR-14EX, MT24-EX и ведомых вспышек при беспроводной съёмке. |
| 1.2.5                              | 18.04.2011 26.04.2011              | Первоначально новая версия была выложена 18 апреля, однако затем оперативно была удалена с сайтов «Кэнон». Версия содержала следующие исправления и улучшения: Исправлено: ошибка, приводящая к невозможности открытия видеофайла после многократной съёмки на некоторые карты памяти. Исправлено: проявление ошибки Err 02 при продолжительной фотосъёмке на некоторые карты памяти. Исправлено: невозможность видеосъёмки на карты памяти объёмом 32 Гб или больше сразу после извлечения и последующей установке обратно либо карты памяти с небольшим объёмом свободного места, либо аккумулятора. Улучшено: скорость чтения и записи при использовании карт, совместимых с UDMA 7. Исправлено: некорректная работа с объективами, имеющими функцию AF Stop, при переназначении её в фотоаппарате на функцию включения стабилизации изображения. Исправлено: опечатки в меню на арабском и португальском языках. 26 апреля версия 1.2.5 была выложена на американском сайте без описания исправлений и улучшений. Возможность скачать версию 1.2.3 осталась. На странице с детальным описанием всех версий последней значится версия 1.2.3, версия 1.2.5 на ней так и не появилась. |
| 2.0.0                              | 07.08.2012                         | Улучшено: увеличение длительности серии при съёмке со скоростью 8 кадров в секунду, по данным производителя: от 94 до 110 снимков (JPEG Large/Fine), от 126 до 130 (JPEG Large/Fine, карта Ultra DMA), от 15 до 23 (RAW), от 15 до 25 (RAW, карта Ultra DMA), от 6 до 17 (RAW + JPEG Large/Fine). Добавлено: поддержка GPS-приёмника GP-E2. Добавлено: возможность установки максимального значения чувствительности в режиме Auto ISO. Добавлено: возможность преобразования файлов в формате RAW в формат JPEG. Добавлено: управление с помощью кнопки Quick Control в режиме воспроизведения. Добавлено: возможность оценки фотографий. Добавлено: возможность уменьшения разрешения снимков в формате JPEG. Добавлено: возможность ручного управления уровнем звука при записи видео. Добавлено: возможность управления префиксом в названиях файлов. Добавлено: поддержка часовых поясов. Улучшено: увеличена скорость прокрутки изображения при просмотре с увеличением. Исправлено: увеличение значения выдержки в том случае, если внешняя вспышка делает последовательные вспышки. Исправлено: исправленная информация о цветовом пространстве в EXIF видеофайлов.             |
| 2.0.3                              | 12.09.2012                         | Исправлены ошибки версии 2.0.0 (в более ранних версиях их не было): Исправлено: прекращение работы фотоаппарата при срабатывании автоматического перехода в режим сна. Исправлено: количество снимков, которое можно сделать в режиме серийной съёмки, могло быть меньше, чем указывает соответствующее число на дисплее. Исправлено: ошибки в сообщениях, показываемых при конвертации снимков из RAW в JPEG. |
| 2.0.5                              | 11.12.2013                         | Исправлено: фотографии не могли быть переданы по протоколу FTP по USB-кабелю после того, как фотоаппарат подключался к передатчику WFT-E5.. |
| 2.0.6                              | 14.11.2016                         | Исправлено: устранена некорректная работа исправления периферийной освещенности при использовании объективов EF-S 18-135mm f/3.5-5.6 IS USM и EF 70-300mm f/4-5.6 IS II USM. |

## Продажи
Компания «Кэнон» не раскрывает информацию об объёмах производства и продаж отдельных моделей. Согласно данным сайта bcnranking.jp, в 2009 году EOS 7D занял 17-е место (1,6 %) по количеству проданных в Японии фотоаппаратов со сменными объективами при том, что появился в продаже лишь осенью. В первой половине 2010 года фотоаппарат занял 9-е место (3,5 %) по продажам в Японии среди фотоаппаратов со сменным объективами и 7-е место — среди зеркальных фотоаппаратов.
По итогам 2010 года — 10-е место (3,1 %) в Японии среди фотоаппаратов со сменными объективами и 7-е место среди зеркальных фотоаппаратов. По итогам 2011 года — 16-е место (2,4 %) и 10-е место, соответственно. В 2012 году 7D занял 8-е место с долей 4,3 % среди зеркальных камер, в 2013 году — 13-е место с долей 2,8 % (беззеркальные модели считались отдельно).
И в 2010-м, и в 2011-м, и в 2012-м году EOS 7D опережал по продажам в Японии и Nikon D300s, и Canon EOS 5D Mark II (в 2012-м году — даже с учётом объёмов продаж новой модели 5D Mark III), и Canon EOS 50D. В 2013 году 7D уступил близкой по цене полнокадровой модели EOS 6D, но заметно опередил 5D Mark III.